# Tűzvörös tarkabagoly
A tűzvörös tarkabagoly (Cosmia pyralina)  a rovarok (Insecta) osztályának a lepkék (Lepidoptera) rendjéhez, ezen belül a bagolylepkefélék (Noctuidae) családjához tartozó faj.

## Elterjedése
Főként vegyes erdők, rétek, völgyek lakója, de a gyümölcsösökben és a kertekben és parkokban megtalálható. Európától Kelet-Ázsiáig elterjedt.

## Megjelenése
- lepke: szárnyfesztávolsága: 28–32 mm. Az első szárnyak lilás-barna vagy sötétbarna vagy bordó színűek, hullámvonalak és a szárny csúcsán kisebb fehér zárójel alakú folt tarkítja. A hátsó szárnyak szürkésbarnák.
- hernyó: zöld színű, fehér hát és oldalvonalakkal és egy sárga csíkkal
- báb: világosbarna

## Életmódja
- nemzedék: egy nemzedéke van évente, júniustól augusztusig rajzik.
- hernyók tápnövényei: a szil (Ulmus),  különböző gyümölcsfák és a fűz (Salix), tölgy (Quercus) és egyéb lombhullató fák. Képesek más fajok hernyóinak elpusztítására is.

## Fordítás
Ez a szócikk részben vagy egészben  a   Violettbraune Ulmeneule című német Wikipédia-szócikk fordításán alapul.  Az eredeti cikk szerkesztőit annak laptörténete sorolja fel. Ez a jelzés csupán a megfogalmazás eredetét és a szerzői jogokat jelzi, nem szolgál a cikkben szereplő információk forrásmegjelöléseként.